# ادوار دلمون
ادوار دلمون (فرانسوی: Édouard Delmont‎؛ ۵ دسامبر ۱۸۸۳ – ۲۲ نوامبر ۱۹۵۵) یک هنرپیشه اهل فرانسه بود.
از فیلم‌ها یا برنامه‌های تلویزیونی که وی در آن نقش داشته‌است، می‌توان به سزار، خرمن، تونی و شیطان در صومعه اشاره کرد.